# Helmut Riedmeier
Helmut Riedmeier (* 14. Mai 1944 in München) ist ein ehemaliger deutscher Bodybuilder. Er war fünfmal Mr. Europe und zweimal Mr. Universum.

## Leben und Karriere
Riedmeier wurde 1964 und 1965 Mr. Germany. Er unterlag Arnold Schwarzenegger als Zweitplatzierter 1966 beim Wettbewerb Mr. Europe. In den 1960er und 1970er Jahren war er als Fotomodell erfolgreich. Bei seinem letzten öffentlichen Gastauftritt im Rahmen der Deutschen Meisterschaften 2006 (mit 62 Jahren) wurde er mit stehenden Ovationen verabschiedet.

## Erfolge
- 2001 Internationaler British Master Champion
- 1997 United Kingdom Championship (over 50) – 1. Platz
- 1996 NABBA Masters Mr. Britain – 1. Platz
- 1995 NABBA Masters Mr. Britain – 1. Platz
- 1983 IFBB European Mens Championships – 5. Platz
- 1974 NABBA Professional Mr.Universe – 1. Platz
- 1972 Mr.Europe – 1. Platz
- 1972 IFBB European Mens Championships – 1. Platz
- 1971 IFBB European Mens Championships – 2. Platz
- 1971 FFCPAS Mr.Europe – 2. Platz
- 1971 IFBB Mr.Universe – 1. Platz
- 1971 NABBA Professional Mr.United Kingdom – 1. Platz
- 1970 IFBB European Mens Championships – 1. Platz
- 1970 NABBA Mr.Universe – 2. Platz
- 1970 Mr.Europe – 1. Platz
- 1969 IFBB Mr. World – 5. Platz
- 1968 NABBA Mr.Universe – 2. Platz
- 1966 NABBA Mr.Universe – 5. Platz
- 1966 Mr.Europe – 2. Platz
- 1965 Mr.Europe – 1. Platz
- 1965 Mr.Germany – 1. Platz
- 1964 Junior Mr.Germany – 1. Platz